# Regimiento de Infantería de la Luftwaffe Moscú
El Regimiento de Infantería de la Luftwaffe Moscú (Luftwaffen-Infanterie-Regiment Moskau) fue una unidad de la Luftwaffe durante la Segunda Guerra Mundial.

## Historia
Fue formada en el verano de 1942, a partir del Batallón de la Luftwaffe Moscú, mediante la incorporación del 7.º Batallón de Construcción de la Luftwaffe/IV Batallón como el II Batallón. Fue disuelto entre enero y febrero de 1943, y el II Batallón volvió al 7.º Batallón de Construcción de la Luftwaffe/IV Batallón. Entró en acción en Rusia Central (Rzhev) como Tropas de Ejército. La 19.º División de Campo de la Luftwaffe fue establecida a partir de los restos del Regimiento en Truppenübungsplatz Bergen en marzo de 1943.

## Área de operaciones
- Frente Oriental, área central de Rzhev (invierno de 1942 - febrero de 1943)

## Orden de Batalla
- Stab
- I Batallón/1.º Compañía, 2.º Compañía, 3.º Compañía, 4.º Compañía
- II Batallón/5.º Compañía, 6.º Compañía, 7.º Compañía, 8.º Compañía, 13.º Compañía, 14.º Compañía

## Oficiales y soldados condecorados por su valor en combate

### Cruz de Oro Alemana
- Teniente 1.º Willi Jacobs - (4 de enero de 1943), 8.º Compañía/Regimiento de Infantería de la Fuerza Aérea Moscú